# 新小五義
《新小五義》（英語：Magnificent Five），是香港亞洲電視根據名著《三俠五義》其中沖霄樓故事改編的電視劇，於1987年10月26日首播，共20集。監製李元科。
劇情講述江湖人物“五鼠”與“御貓”行俠仗義的事蹟。

## 劇情介紹
五鼠受仁宗之命，往襄陽王府沖霄樓盜取勾結外族之盟約開始。“五鼠”之一白玉堂為拿襄陽王造反罪證，獨闖沖霄樓，遭亂箭射死，並被襄陽王將其屍體懸於城頭示威，四鼠見五弟慘遭毒手，誓要破銅門陣，奪回五弟屍體及盟約。

## 演員表
- 譚榮傑 飾 艾虎
- 李文彪 飾 白芸生/白玉堂
- 弗烈 飾 徐良
- 朱德惠 飾 韓天錦
- 曹源達 飾 盧珍
- 馬麗莉 飾 雪兒
- 李映彤 飾 欣兒
- 煒烈 飾 徐慶
- 陳植槐 飾 韓彰
- 阮令濤 飾 蔣平
- 梁少松 飾 盧方
- 林祟正 飾 展昭
- 張有 飾 歐陽春
- 熊德誠 飾 宋仁宗
- 薛純基 飾 智化
- 佘文炳 飾 襄陽王
- 丁櫻 飾 花月眉
- 黃樹棠 飾 屠天龍
- 羅耀雄 飾 古永富
- 江圖 飾 古大海
- 蕭山仁 飾 師爺吉
- 榮飈 飾 卜鐵人
- 楊嘉諾 飾 王仲生
- 關偉倫 飾 劉志忠
- 高雄 飾 雷神
- 徐二牛 飾 曹彪
- 周美玲 飾 高靜文
- 李壽祺 飾 高老爺